# Projekt Manhattan (film)
Projekt Manhattan lub Twórcy cieni (ang. Fat Man and Little Boy) – amerykański dramat historyczny z 1989 roku.

## Fabuła
W tajnym laboratorium na terenie amerykańskiego Nowego Meksyku powstaje bomba atomowa. Członkowie misji są odizolowani od reszty świata. Program nosi kryptonim „Projekt Manhattan”. Zarządza nim generał Leslie Groves (Paul Newman). Fizyk J. Robert Oppenheimer (Dwight Schultz) jest natomiast odpowiedzialny za finalizację działań.

## Obsada
- Paul Newman – generał Leslie Groves
- Dwight Schultz – J. Robert Oppenheimer
- Bonnie Bedelia – Kitty Oppenheimer
- Natasha Richardson – Jean Tatlock
- John Cusack – Michael Merriman
- Laura Dern – Kathleen Robinson
- John C. McGinley – kapitan Richard Schoenfield
- Ron Frazier – Peter de Silva
- Mary Pat Gleason – Dora Welsh
- Walter Sullivan – sekretarz wojny Henry Stimson
- Joe D'Angerio – Seth Neddermeyer
- Franco Cutietta – Enrico Fermi
- Gerald Hiken – Leó Szilárd
- Barry Yourgrau – Edward Teller
- Krzysztof Pieczyński – Otto Frisch